# Пады (Ленинский сельсовет)
Па́ды — село Ленинского сельсовета Липецкого района Липецкой области. Расположены на правой стороне реки Воронежа.
Возникли как слобода вотчинного села бояр Романовых — Романова Городища (ныне Ленино) вскоре после 1601 года. Пады упоминаются в документах 1627—1628 годов.
Название от слова падь — понижение на местности.
В Липецком районе есть также другое село Пады, расположенное на правом берегу Воронежа у села Крутогорье.

## Население
| 2010 | 2012 |
| ---- | ---- |
| 505  | ↗588 |